# Araneus diadematus

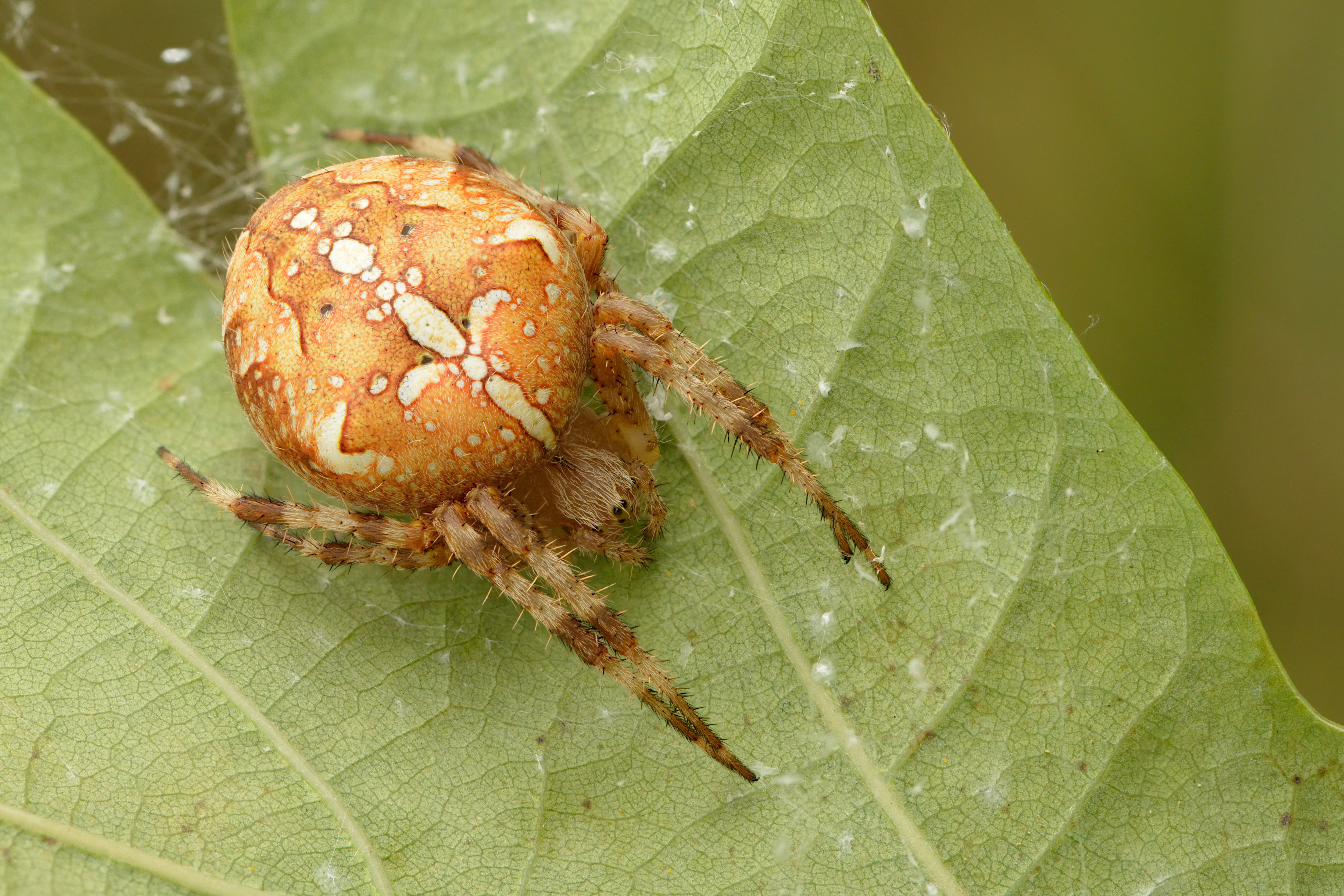

La araña de jardín europea o araña de la cruz (Araneus diadematus) es una especie de araña araneomorfa de la familia Araneidae, caracterizada por unas manchas claras en su parte dorsal.
Es muy común y sus telarañas espirales bien conocidas en Europa occidental. También vive en algunas zonas de América del Norte, en una región que se extiende desde Nueva Inglaterra hasta el sudeste de Estados Unidos y partes adyacentes de Canadá. Se alimenta de pequeños animales que caza con sus telarañas.

## Descripción
La coloración de cada individuo puede oscilar entre amarillo a gris muy oscuro, pero todos los individuos tienen marcas moteadas en el dorso con cinco o más puntos blancos grandes formando una cruz. Los puntos blancos son producidos por células que están rellenas de guanina, que es un subproducto del metabolismo de las proteínas.
Las patas de esta especie (como muchas de las especies de arañas constructoras de telas orbiculares) están altamente especializadas para la vida en la telaraña. Un buen ejemplo de ello es la reducción del tercer par de patas altamente implicado en la construcción de la tela y en envolver en seda a las presas así como en el desplazamiento por la telaraña.
Los machos miden entre 5 y 10 mm, a diferencia de las hembras, que llegan a medir de 12 a 17 mm.

## Comportamiento
Cuando se les molesta las arañas de jardín estridulan o chirrían (es el acto de producir un sonido frotando entre sí ciertas partes del cuerpo),[cita requerida] además de agitarse con violencia en su tela.
Es difícil provocar a una araña de jardín para que muerda; si lo hace, la picadura es ligeramente desagradable, aunque absolutamente inocua para el ser humano.
Las hembras construyen grandes redes y se las puede ver cabeza abajo en sus telas, frecuentemente en el centro de éstas, esperando que una presa se enrede en ella. Es entonces cuándo la capturan y envuelven en seda antes de devorarlas. Cada noche comen su red junto a muchos de los insectos pequeños que han quedado atrapados en ella, un proceso que tarda unos minutos y que es seguido por la confección de una nueva tela la mañana siguiente.

### Reproducción
El macho construye una telaraña de reclamo al borde de la tela de captura de la hembra, a la que esta se dirige una vez esté dispuesta para el apareamiento. El acoplamiento tiene una duración de entre 10 y 20 segundos. A finales de verano la hembra pone en áreas protegidas varios capullos con huevos y muere poco después.

## Especies parecidas
En la Europa mediterránea se encuentra otra especie de araña idéntica a A. diadematus: Araneus pallidus. La única forma de diferenciarlas es mirando el epigino de la hembra adulta.

## Galería

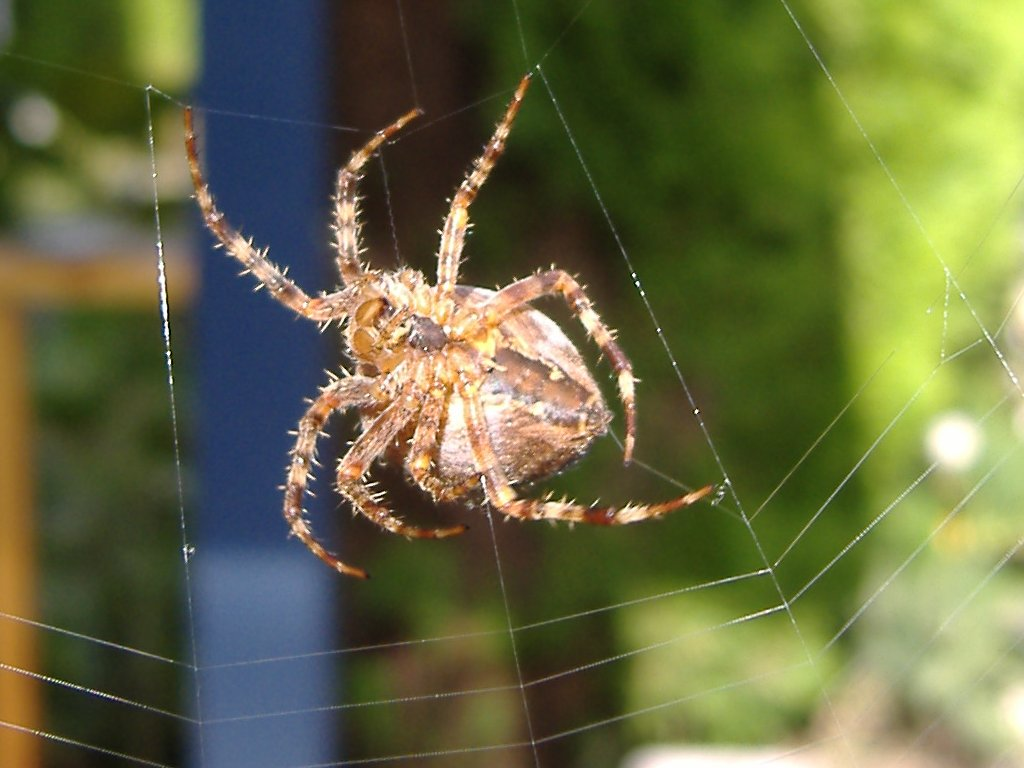
Punto de vista inferior de una araña mientras está hilando su tela
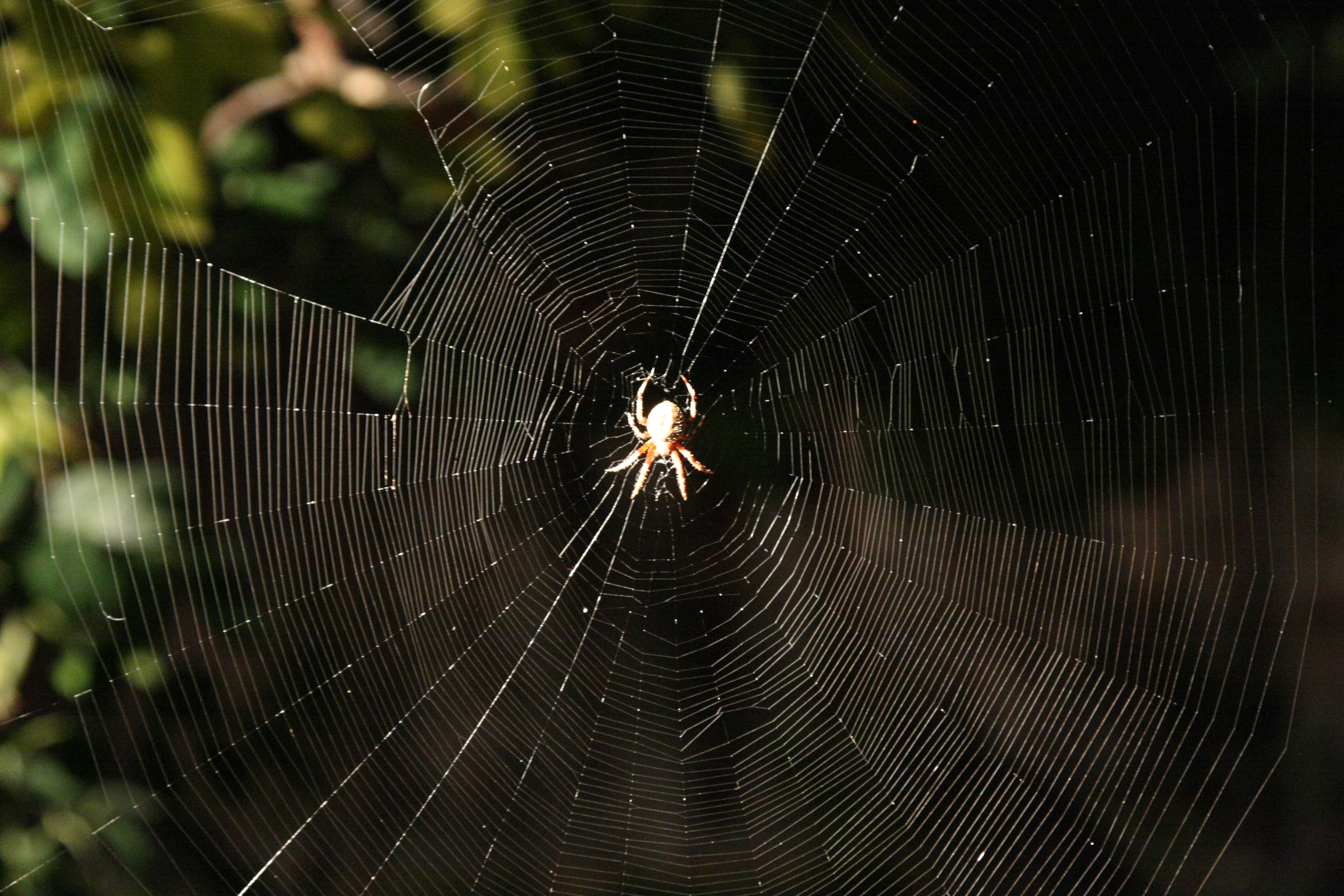
Tela de araña de araña de jardín
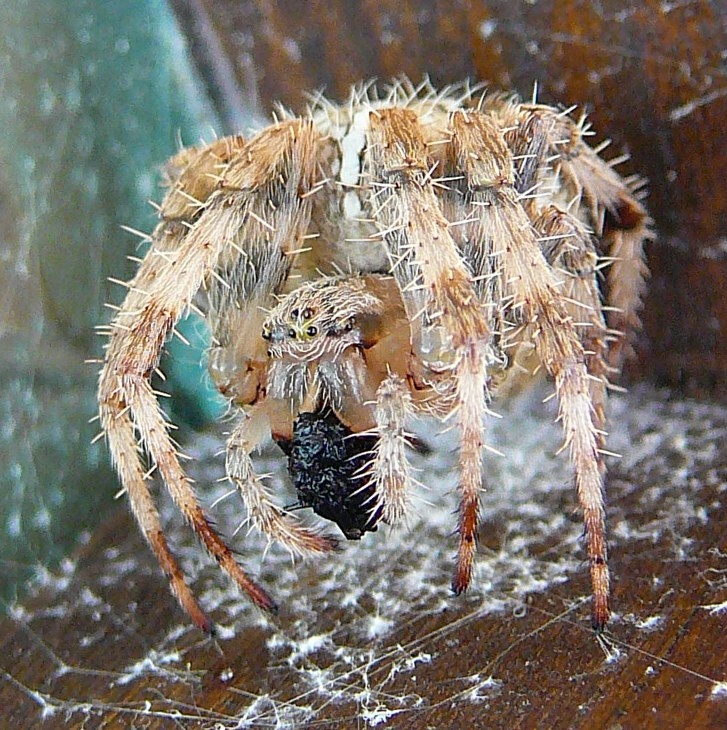
Araña de jardín europea devorando a su presa
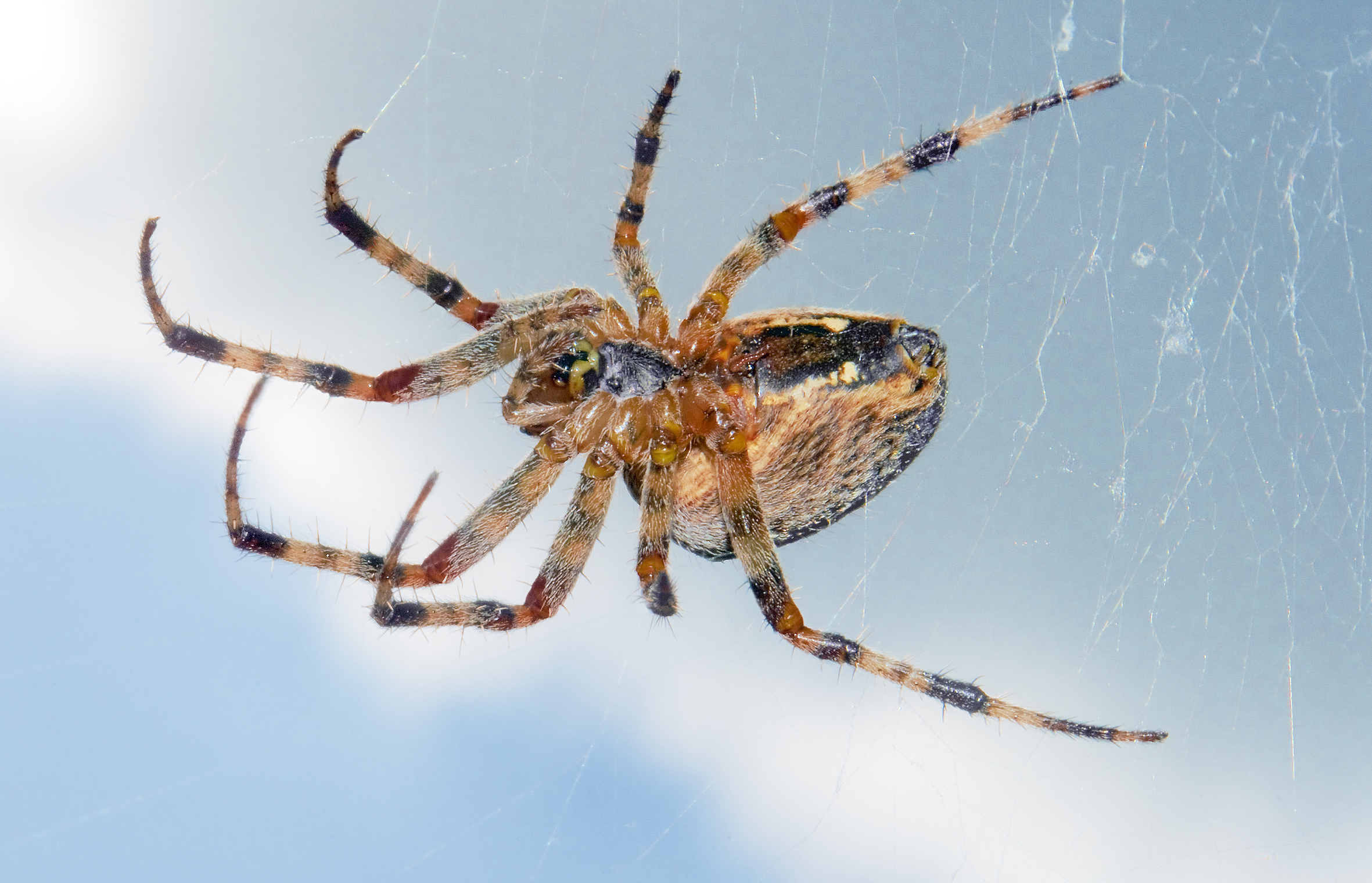
Vista ventral de una hembra
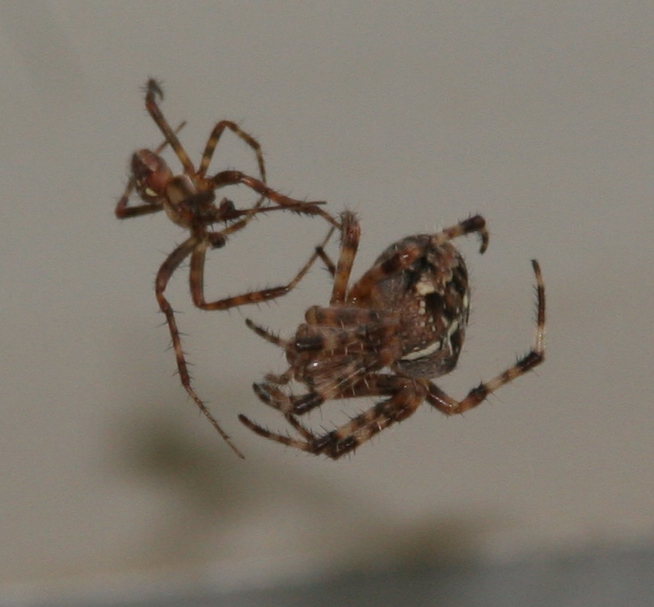
Macho y hembra antes del acoplamiento
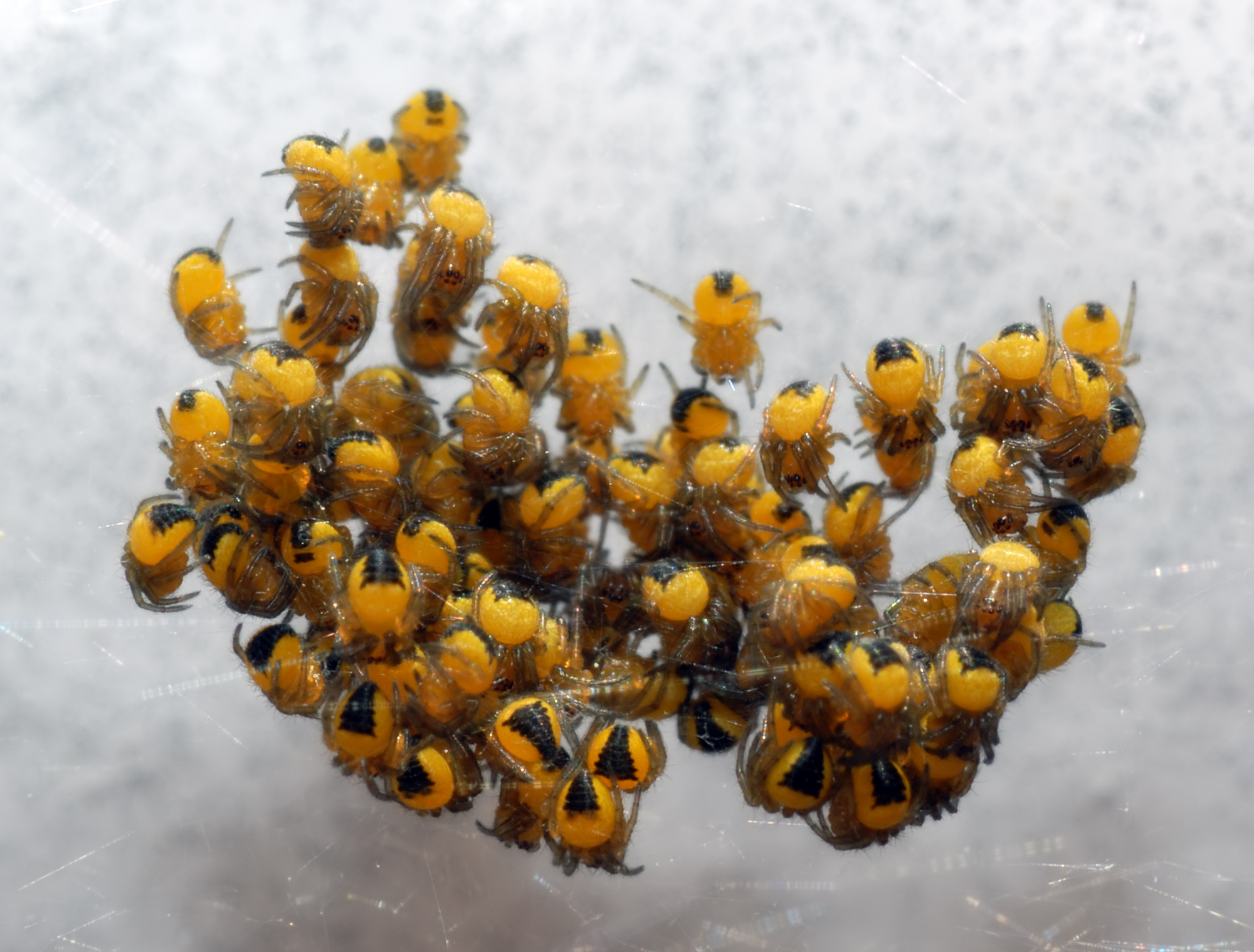
Nidada de araña de jardín